# Balbillus granulosus
Balbillus granulosus är en insektsart som beskrevs av William Lucas Distant 1908. Balbillus granulosus ingår i släktet Balbillus och familjen dvärgstritar. Inga underarter finns listade i Catalogue of Life.